# Дьонг, Пап Дауда
Пап Дауда Дьонг (фр. Pape Daouda Diong; родился 15 июня 2006) — сенегальский футболист, полузащитник французского клуба «Страсбур» и национальной сборной Сенегала.

## Клубная карьера
Воспитанник сенегальского клуба «Дару Салам». В декабре 2023 года стало известно, что английский клуб «Челси» близок к завершению соглашения о трансфере игрока. Однако трансфер в английский клуб не состоялся, и 9 июля 2024 года Дьонг перешёл во французский клуб «Страсбур», подписав с ним пятилетний контракт. 18 августа 2024 года дебютировал за «Страсбур» в матче Лиги 1 против «Монпелье».

## Карьера в сборной
В 2023 году в составе сборной Сенегала до 17 лет сыграл на юношеском чемпионате мира в Индонезии. Провёл на турнире все четыре матча.
9 сентября 2023 года дебютировал за главную сборную Сенегала в матче отборочного турнира к Кубку африканских наций против сборной Руанды.